# Silver End
Silver End – wieś w Anglii, w hrabstwie Essex, w dystrykcie Braintree. Leży 16 km na północny wschód od miasta Chelmsford i 65 km na północny wschód od Londynu. W 2011 roku civil parish liczyła 3861 mieszkańców.